# Oak Creek, Wisconsin
Oak Creek là một thành phố thuộc quận Milwaukee, tiểu bang Wisconsin, Hoa Kỳ. Năm 2000, dân số của thành phố này là 28456 người.